# 숀 게리슨

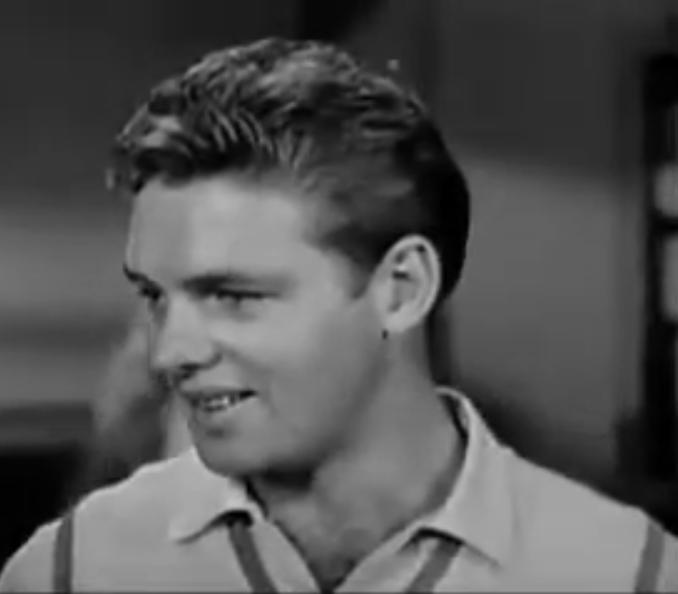

숀 게리슨(Sean Garrison, 1937년 10월 19일 ~ 2018년 3월 2일)은 미국의 배우, 텔레비전 배우이다.
뉴욕에서 태어났다.

## 영화
- 미드웨이 (1976년)
- 배닝 (1967년)
- 초원의 빛 (1961년)
- 업 페리스코프  (1959년)